# Skala hedoniczna
Skala hedoniczna – dwubiegunowa, dwukierunkowa skala wykorzystywana na przykład do oceny testowanych produktów, usług, reklam, programów telewizyjnych itp.
Skala ta charakteryzuje się zerowym punktem neutralnym. Równocześnie skaluje się w stronę negatywną, jak i pozytywną. Respondent wybiera jedną z kilku ocen, poczynając od „zdecydowanie lubię”, a kończąc na „zdecydowanie nie lubię”.